# Slavko Brezovski
Slavko Brezovski (Galičnik, Iugoslávia, 10 de junho de 1922 – Escópia, Macedônia, 7 de março de 2017) foi um arquiteto macedônio. É conhecido por edificações estilo arquitetura moderna na República da Macedônia. Foi chefe do departamento de arquitetura da Universidade Santos Cirilo e Metódio de Skopie.

## Arquitetura
Projetou e construiu diversos edifícios modernistas na socialista Iugoslávia. Projetou a Igreja de São Clemente de Ocrida em Skopje. Projetou a embaixada da Iugoslávia em Brasília em 1961. Projetou e construiu edificações na antiga Iugoslávia, Brasil e Líbia.
Influenciado por Oscar Niemeyer em Brasília e Kenzo Tange durante o planejamento de Skopje após o terremoto de Skopie de 1963.
A arquitetura brutalista influenciou a Arquitetura da República da Macedônia.

## Galeria

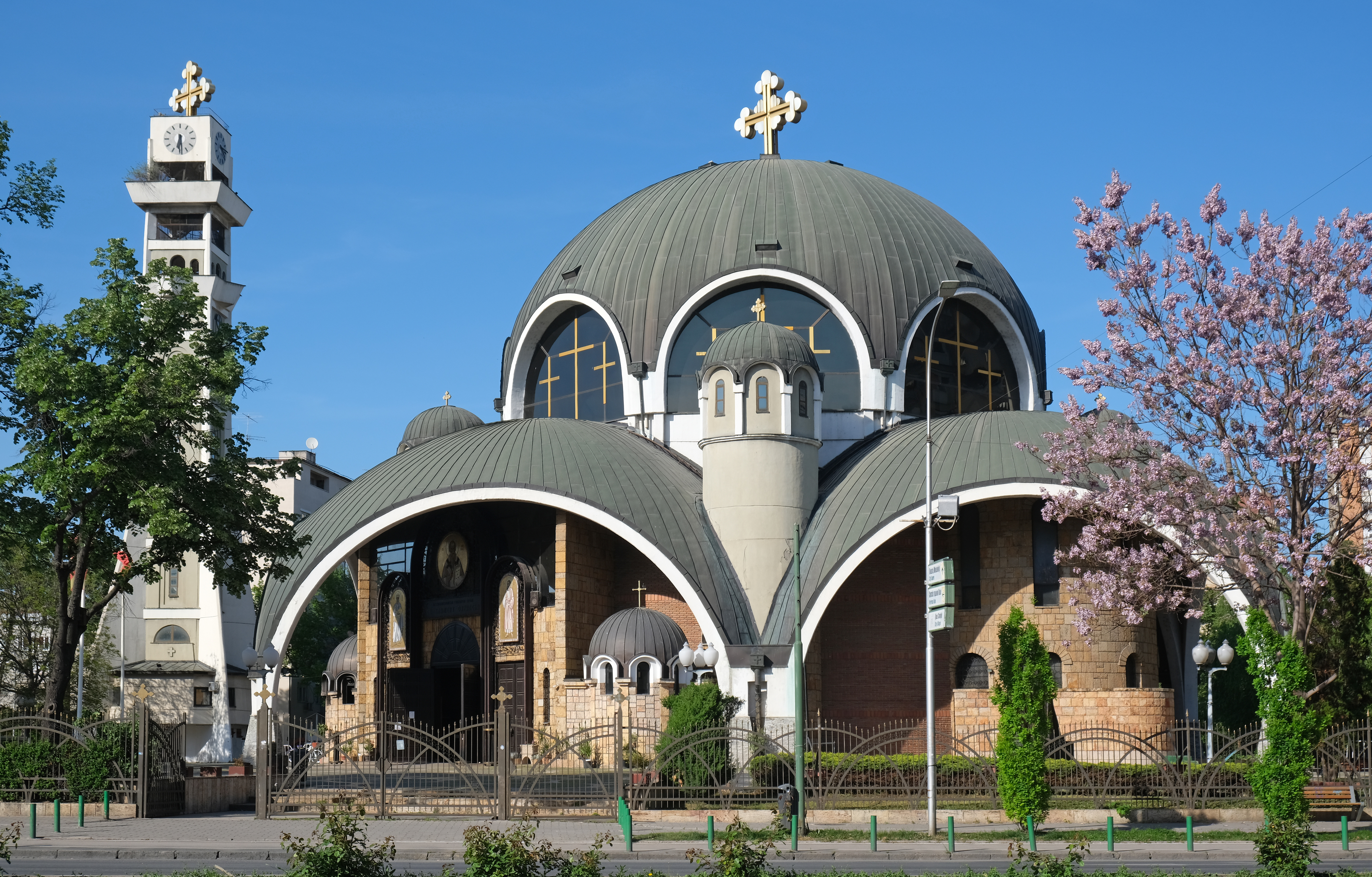
Saint Clement of Ohrid - Skopje.
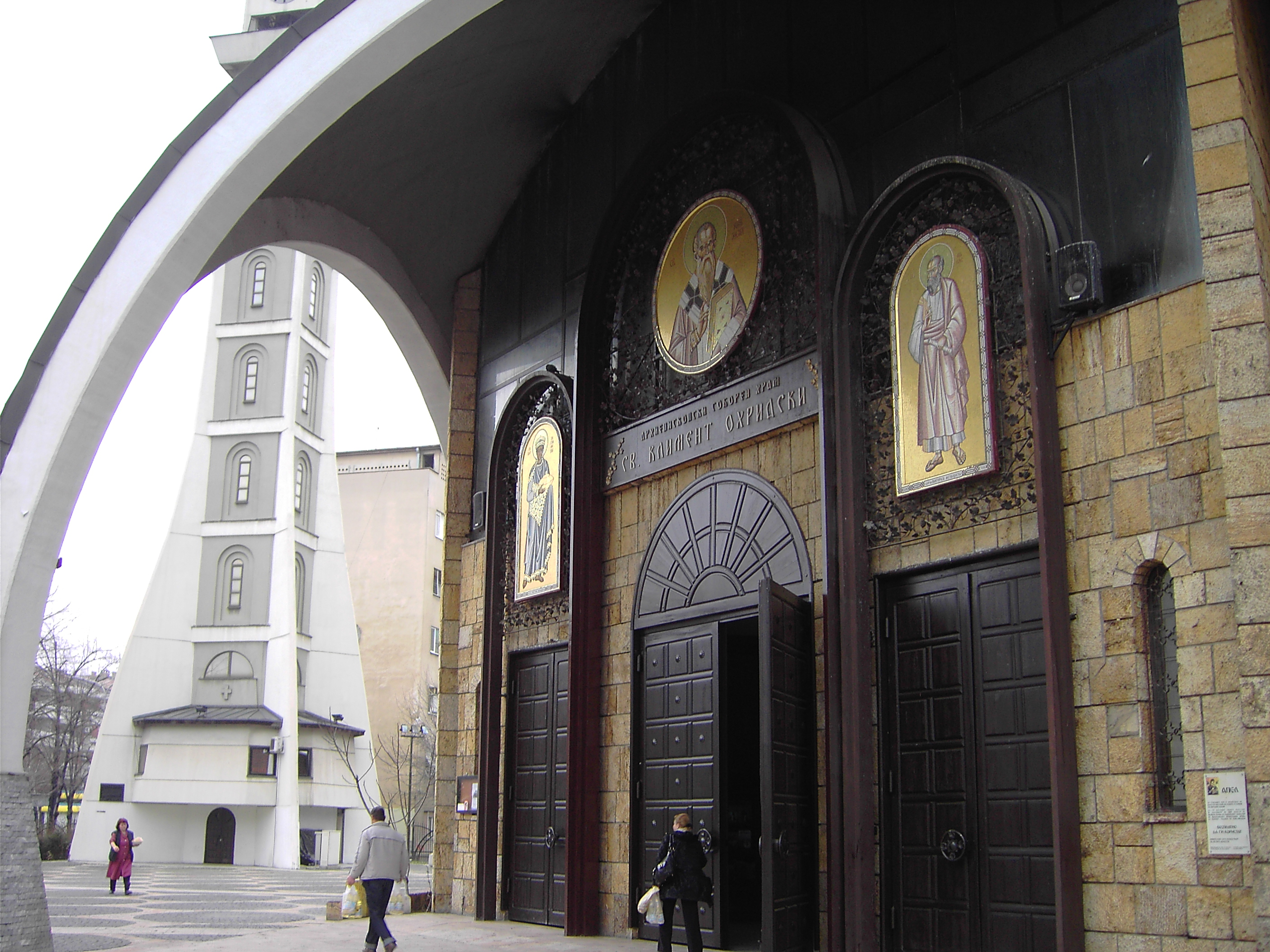
Entrada da igreja.